# El Nula
El Nula est la capitale de la paroisse civile de San Camilo dans la municipalité de Páez dans l'État d'Apure au Venezuela. 